# Huntington County
Huntington County is een county in de Amerikaanse staat Indiana.
De county heeft een landoppervlakte van 991 km² en telt 38.075 inwoners (volkstelling 2000). De hoofdplaats is Huntington.

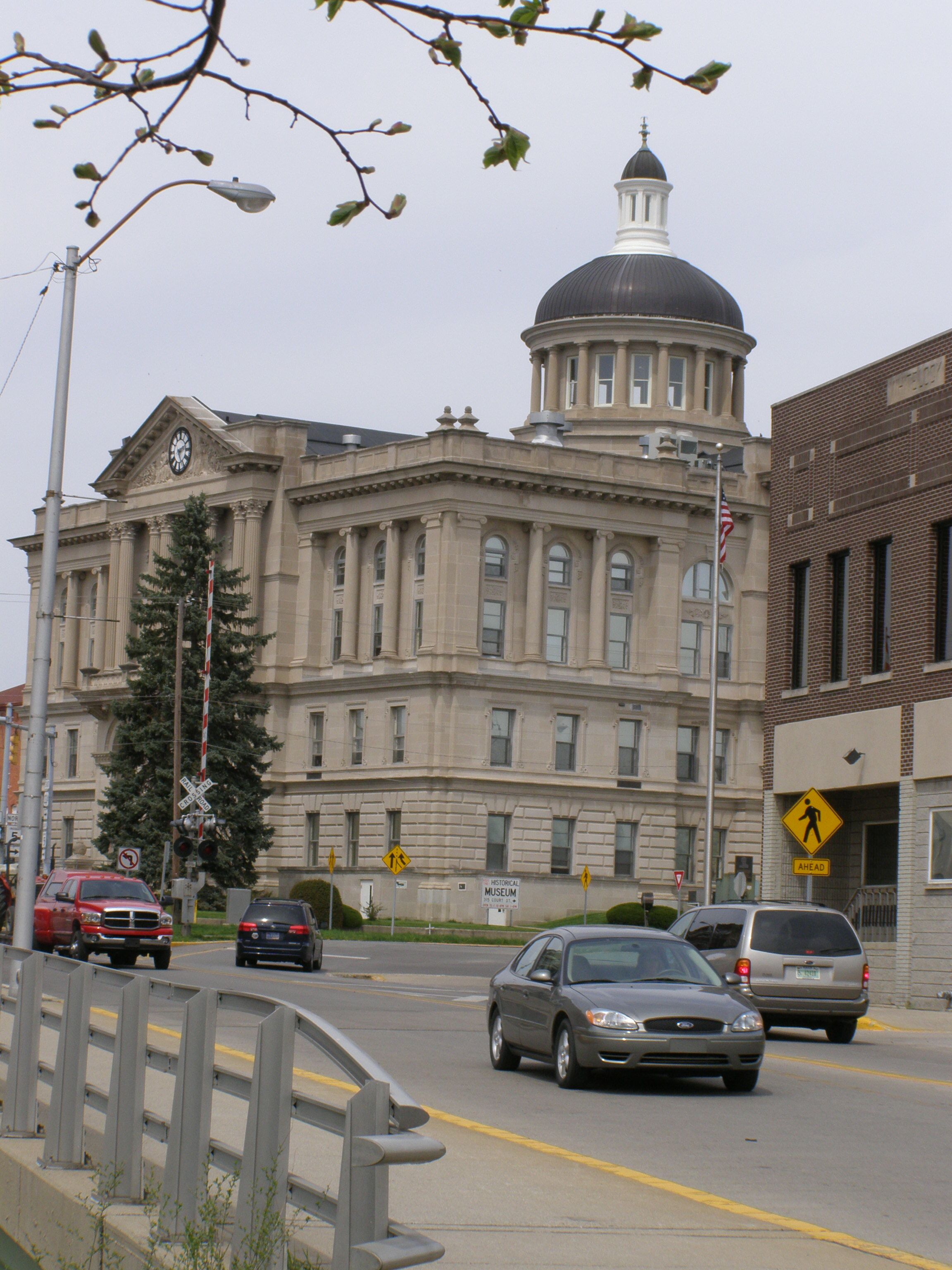
Huntington County Courthouse